# 項景襄
项景襄，字眉山，浙江秀水人。清朝政治人物、同進士出身。

## 生平
順治十二年（1655年），登進士，官至兵部侍郎。